# Park Jaesam

Park Jaesam(Hangul: 박재삼) fue un poeta coreano.

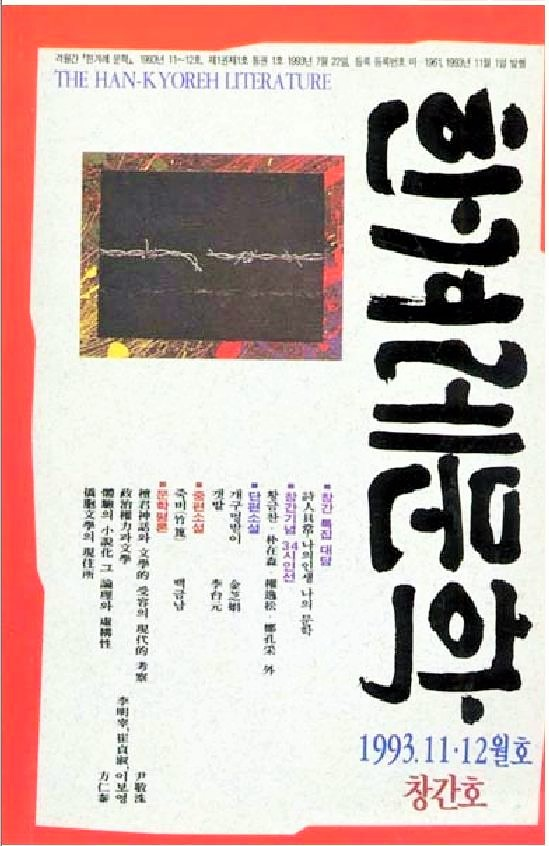
The Han Kyoreh Literature)

## Biografía
Park Jaesam nació el 10 de abril de 1933 en Japón. Fue a la Universidad de Corea, pero abandonó los estudios. Trabajó como periodista para el periódico Daehan-Ilbo y fue editor de la revista literaria Hyundai Munhak. En los años sesenta era miembro del club literario Sahwajip, junto con Park Huijin, Sung Chan-gyeong, Park Seongryong, Lee Seonggyo, Lee Changdae y Kang Wiseok), y secretario general de la Asociación Coreana de Poetas. Falleció el 8 de junio de 1997.

## Obra
El primer poema que publicó fue "En el agua del río" (Gangmureseo), que se publicó en la revista Literatura Contemporánea en 1955 por recomendación de Seo Jeongju. El mismo año se publicó "Providencia" (Seobni) por recomendación de Yoo Chiwan.
Su poesía, en contraste con el realismo y el modernismo reinantes en la década de 1950, expresa la belleza eterna y delicada de la naturaleza y la dignidad escondida en la vida corriente de la gente humilde por medio de la lírica tradicional coreana. Sin embargo, su poesía no fue una mera recreación de la antigua escuela del sentimentalismo de la naturaleza. Aunque utilizó técnicas clásicas del sentimentalismo, superó la inconsistencia del hombre con la noción de eternidad y belleza de la naturaleza al incorporar, en vez de quitar o rechazar, el pathos y el nihilismo de la vida de la gente corriente como una parte fundamental del curso natural de la humanidad. El poeta reivindica que los dolores y las pruebas que depara la vida no son incompatibles con la belleza o el valor. Sus obras El corazón de Chunhyang (Chunhyangi maeum) y El río de otoño bullendo de lamentos (Urumi taneun gaeul gang) son las que mejor representan el núcleo de su obra y su verso tan elogiado, con ese tono coloquial  particularmente apto para elogiar la vida cotidiana. Sus composiciones líricas, incluso la de sus primeros años, se consideran una expansión de la poesía tradicional coreana, una expansión que mantuvo su afinidad y comprensión de lo autóctono, a la vez que alcanzaba nuevos planos de comprensión de la psique humana y de las relaciones humanas con el mundo natural.

## Obras en coreano (lista parcial)[5]
Antologías
- En la luz solar (Haetbit sogeseo), Viento milenario (Cheonnyeonui baram)
- Junto a los pequeños (Eolin geotdeul yeopeseo)
- En el recuerdo (Chueogeseo), Adeukhamyeon doerira
- Mi amor (Nae sarangeun)
- Cerca de Daegwallyeong (Daegwallyeong geuncheo)
- Desconocimiento resplandeciente (Challanhan mijisu)
- Lo que hacen las estrellas sobre el mar (Bada wi byeoldeuri haneun jit)
- Recopilación de obras de Park Jaesam (Park Jaesam sijip), Love! (Sarangiyeo),
- El río del otoño bullendo de lamentos (Ureumi taneun gaeul gang),

## Premios[5]
- Literatura contemporánea (Hyeondae munhak)
- Premio nuevas caras de la Asociación coreana de poetas (Hanguk siin hyeophoe)
- Premio literario Nosan (Lee Eunsang)
- Premio de escritores de literatura coreana (Hanguk munhak)
- Premio Incheon (Kim Seongsu)